# Ora (Automarke)
Ora (chinesisch 欧拉) ist eine Marke für Elektroautos des chinesischen Automobilherstellers Great Wall Motor.

## Geschichte
Die Marke wurde im April 2018 auf der Beijing Auto Show vorgestellt. Die Plattformen, die die Fahrzeuge nutzen, sollen speziell für batterieelektrisch angetriebene Modelle entwickelt worden sein.
Seit 2024 werden Modelle von Ora in Europa als GWM Ora vermarktet.

## Fahrzeuge
Bereits 2008 und 2013 wurden als Ora Konzeptfahrzeuge von Great Wall vorgestellt. Der iQ kam als erstes Serienmodell der Marke im November 2018 auf den chinesischen Markt. Der Kleinstwagen R1, der gewisse Ähnlichkeiten mit der zweiten Generation des Smart Forfour aufweist, folgte im Mai 2019. Den etwas größeren R2 stellte die Marke im Juni 2020 vor. Als Fahrzeug der Kompaktklasse wurde im November 2020 der Haomao eingeführt. Der Name dieses Fahrzeugs ist chinesisch und bedeutet ins Deutsche übersetzt „gute Katze“. Die auch zu Great Wall gehörende Marke Haval bietet mit dem Dagou auch ein Modell an, das nach einem Tier benannt ist („großer Hund“). Auf der Shanghai Auto Show im April 2021 präsentierte Ora den dem VW Käfer ähnelnden, jedoch viertürigen Pengkemao. Auch dieser Name ist chinesisch und bedeutet ins Deutsche übersetzt „Punk-Katze“; er wurde aber inzwischen nach einer Internetbefragung auf Punk Cat geändert. Ebenfalls in Shanghai wurden der Shandianmao („Blitz-Katze“) in der Form einer Kombilimousine und das Sport Utility Vehicle Damao („große Katze“) auf Basis des Wey Macchiato vorgestellt. Seit Mai 2022 wird der Baleimao („Ballett-Katze“), der auf der Chengdu Auto Show im August 2021 vorgestellt wurde, verkauft.
Im Januar 2023 kam mit dem Haomao das erste Modell in Deutschland auf den Markt. Zu Beginn wurde das Modell als Ora Funky Cat angeboten, später dann als GWM Ora 03. Der Vertrieb wird durch die Emil Frey Gruppe übernommen. Der Shandianmao kam in Europa als GWM Ora 07, sonst auf Exportmärkten als Ora Sport auf den Markt.

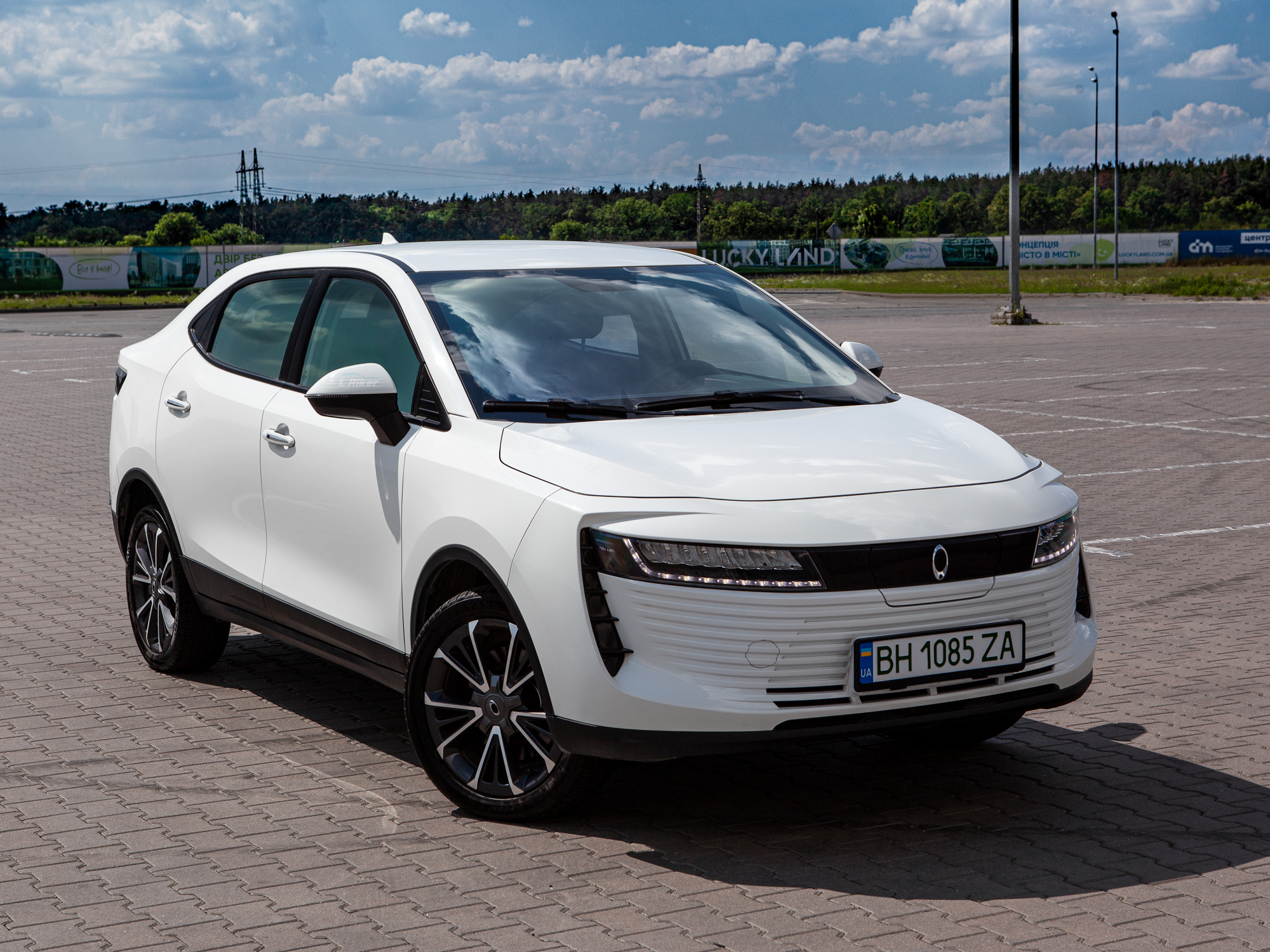
Ora iQ (2018–2020)
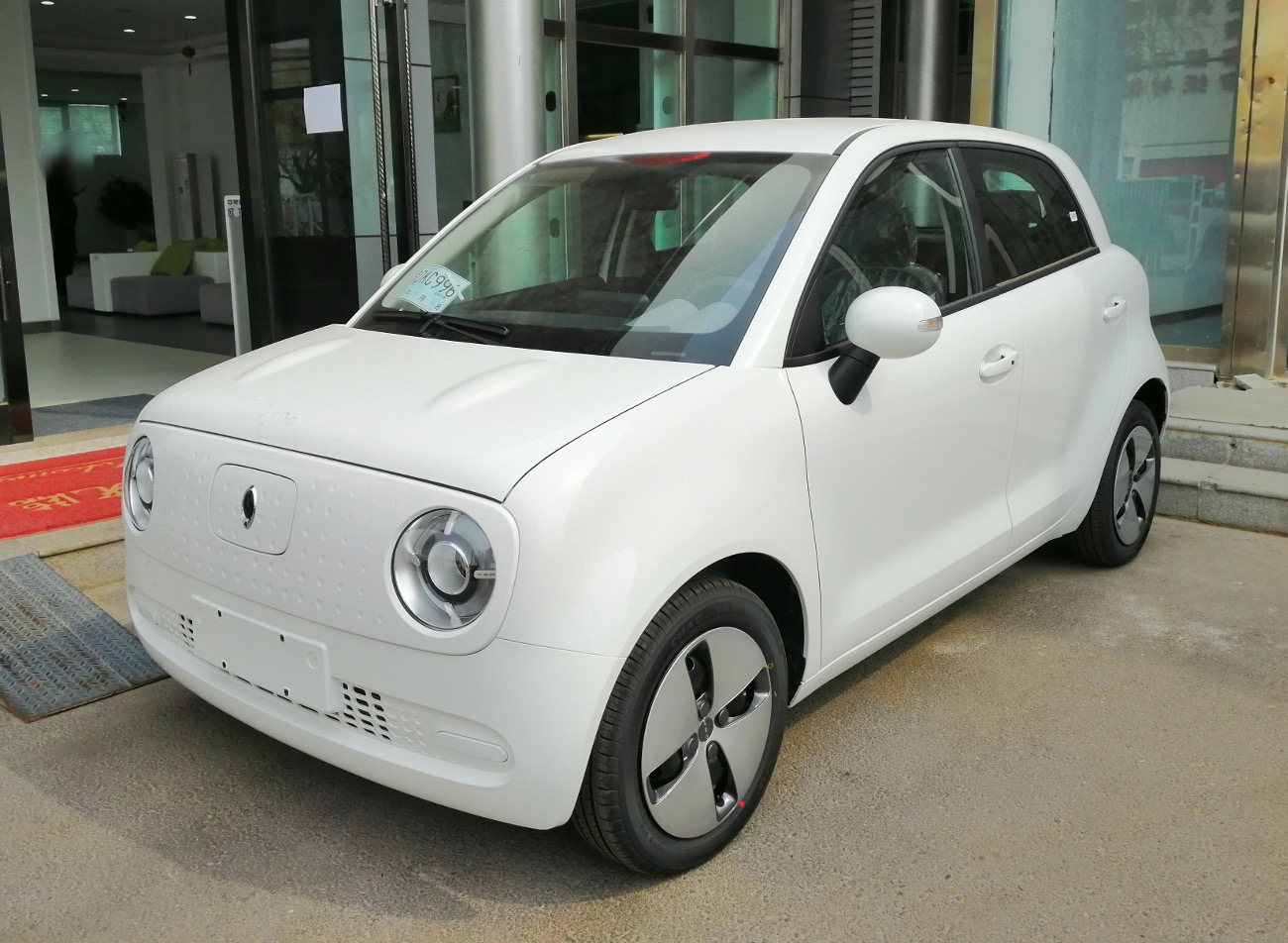
Ora R1 (2019–2022)
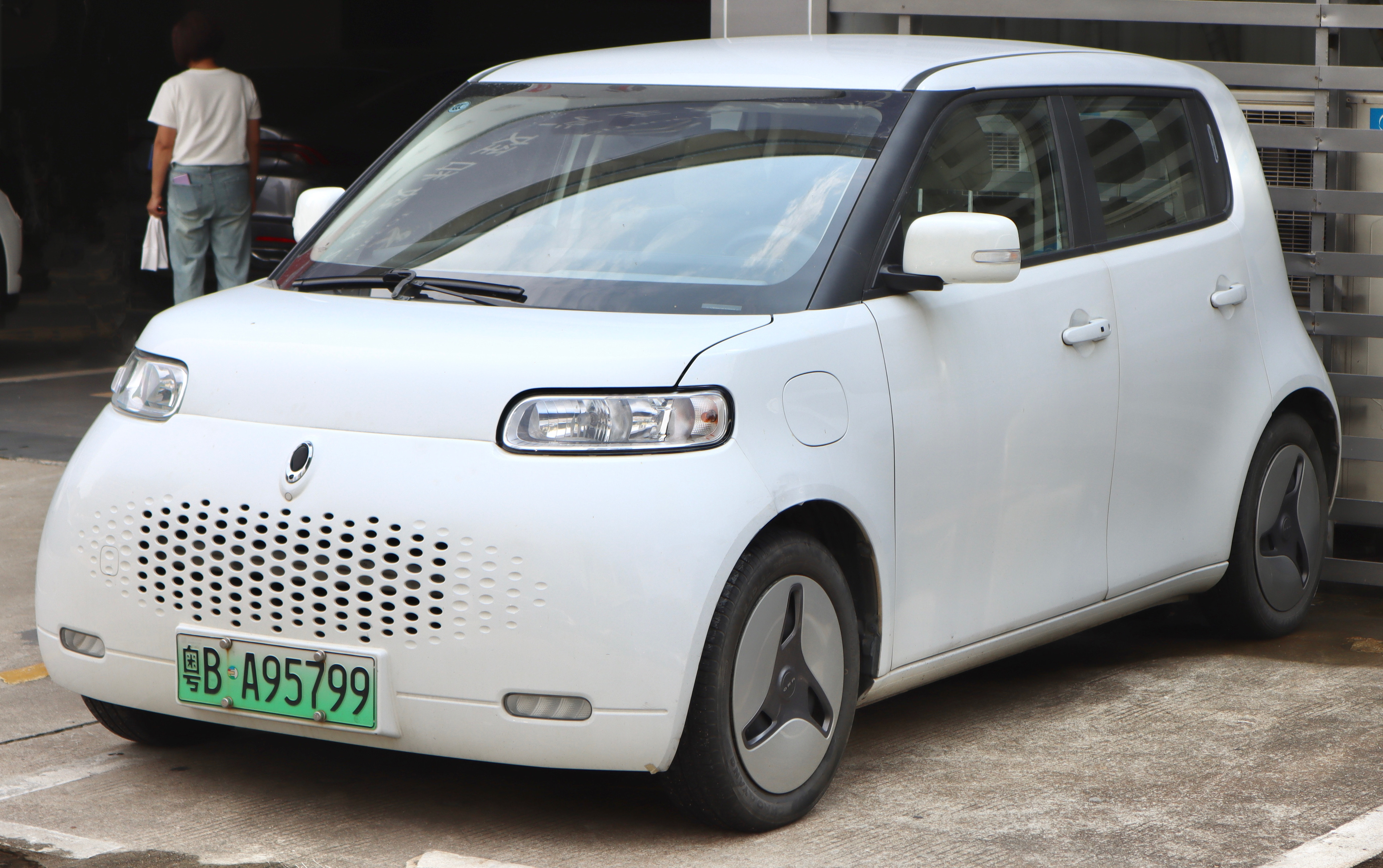
Ora R2 (2020–2022)
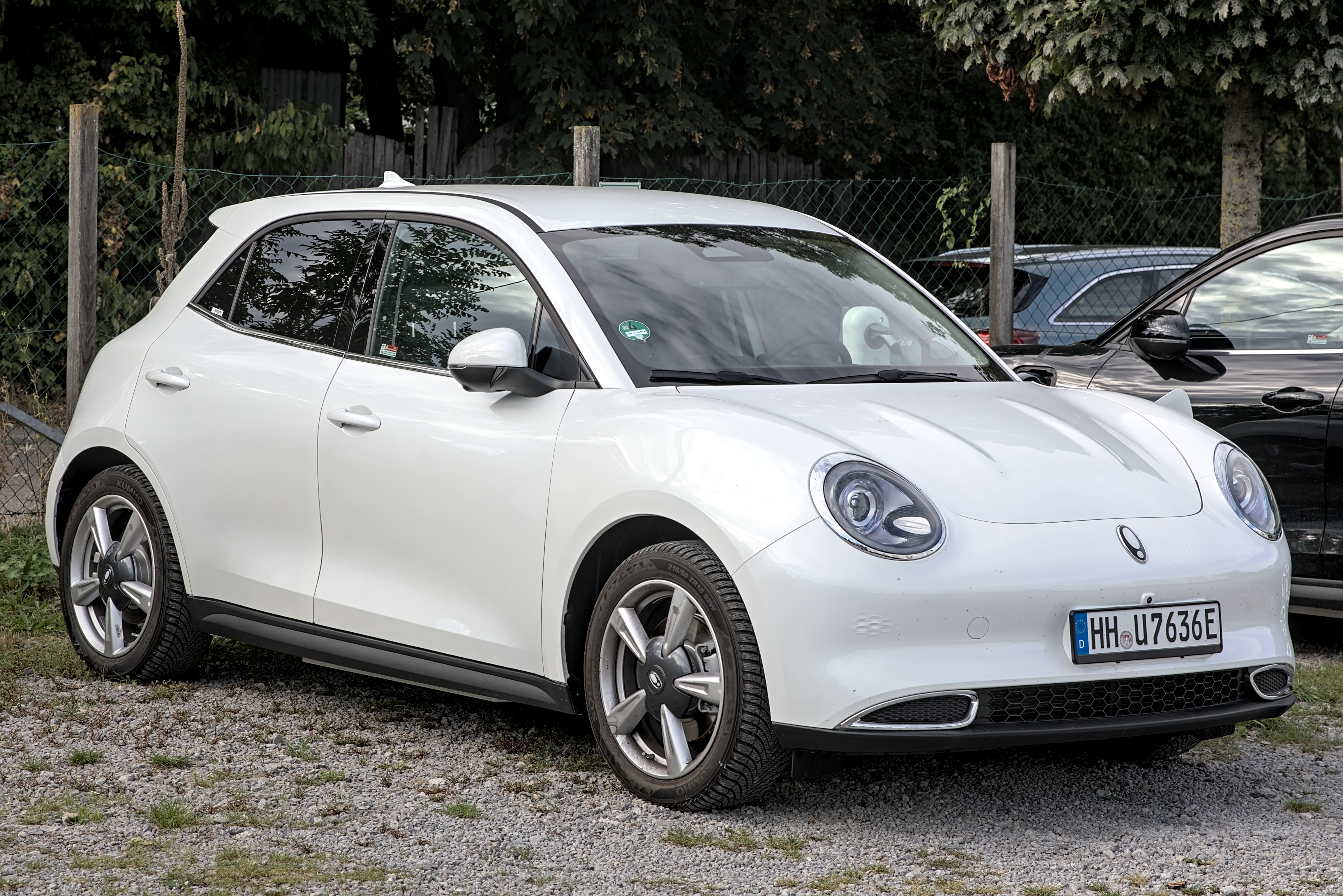
GWM Ora 03 (seit 2020)
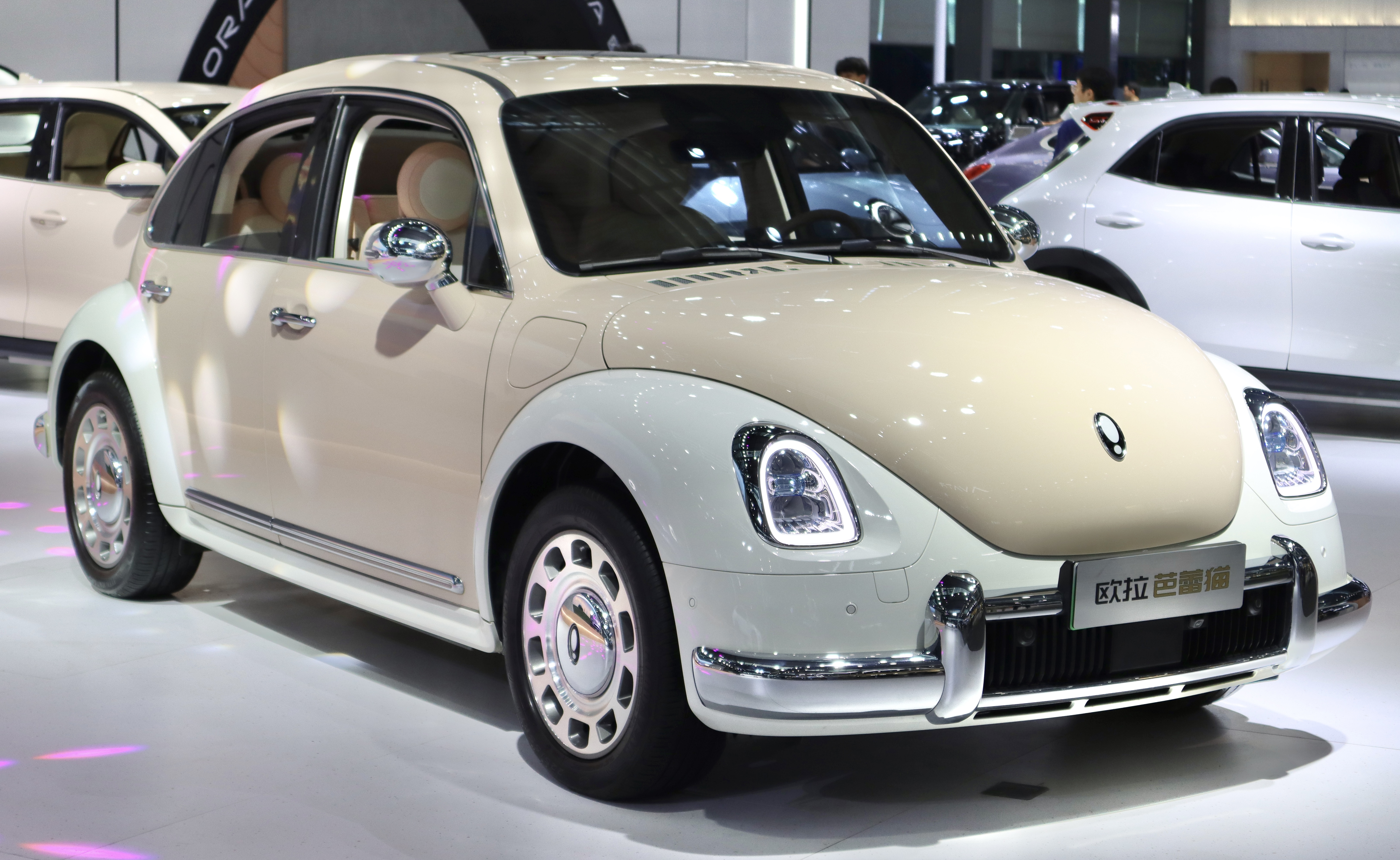
Ora Baleimao (seit 2022)
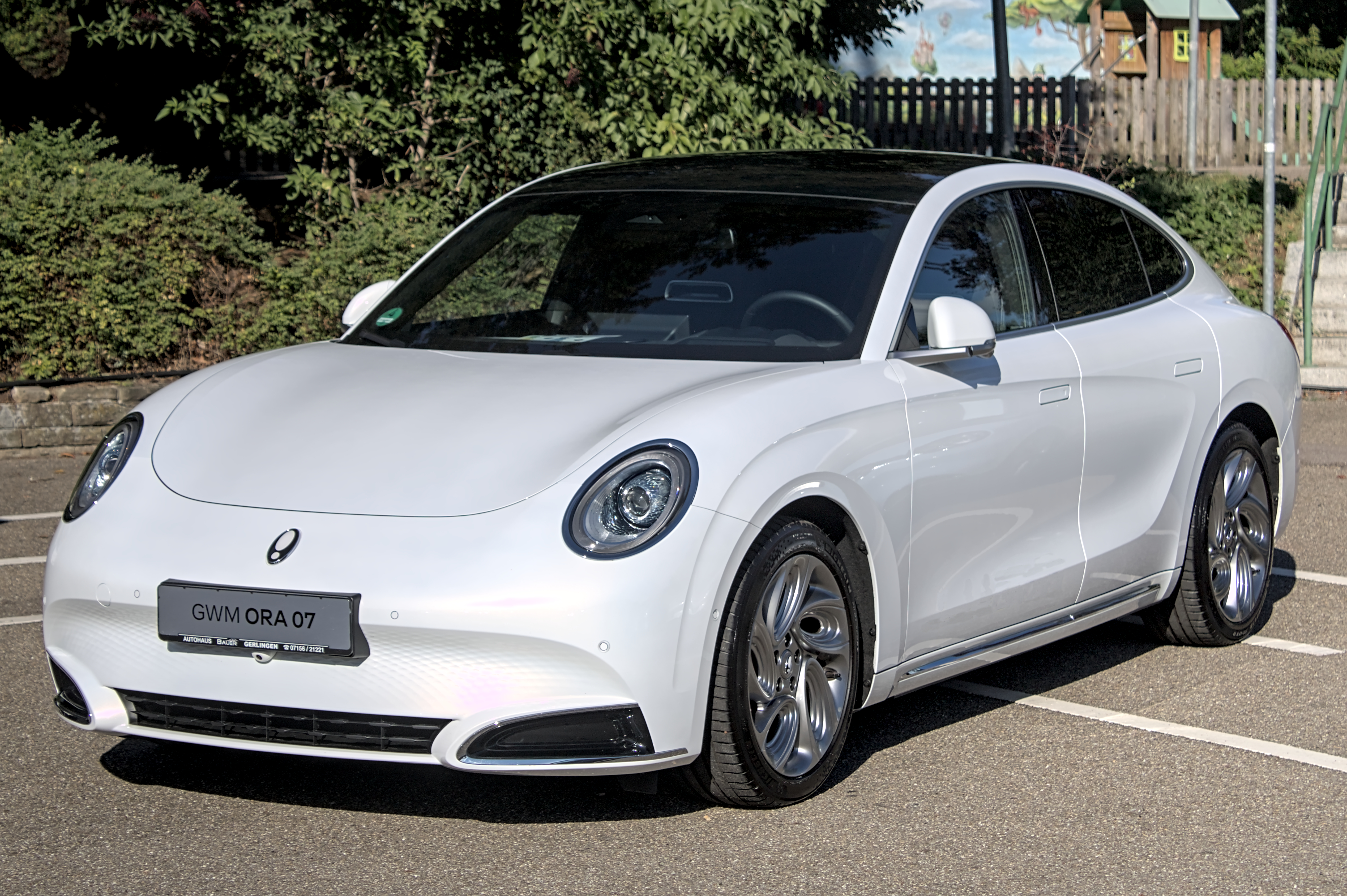
GWM Ora 07 (seit 2022)
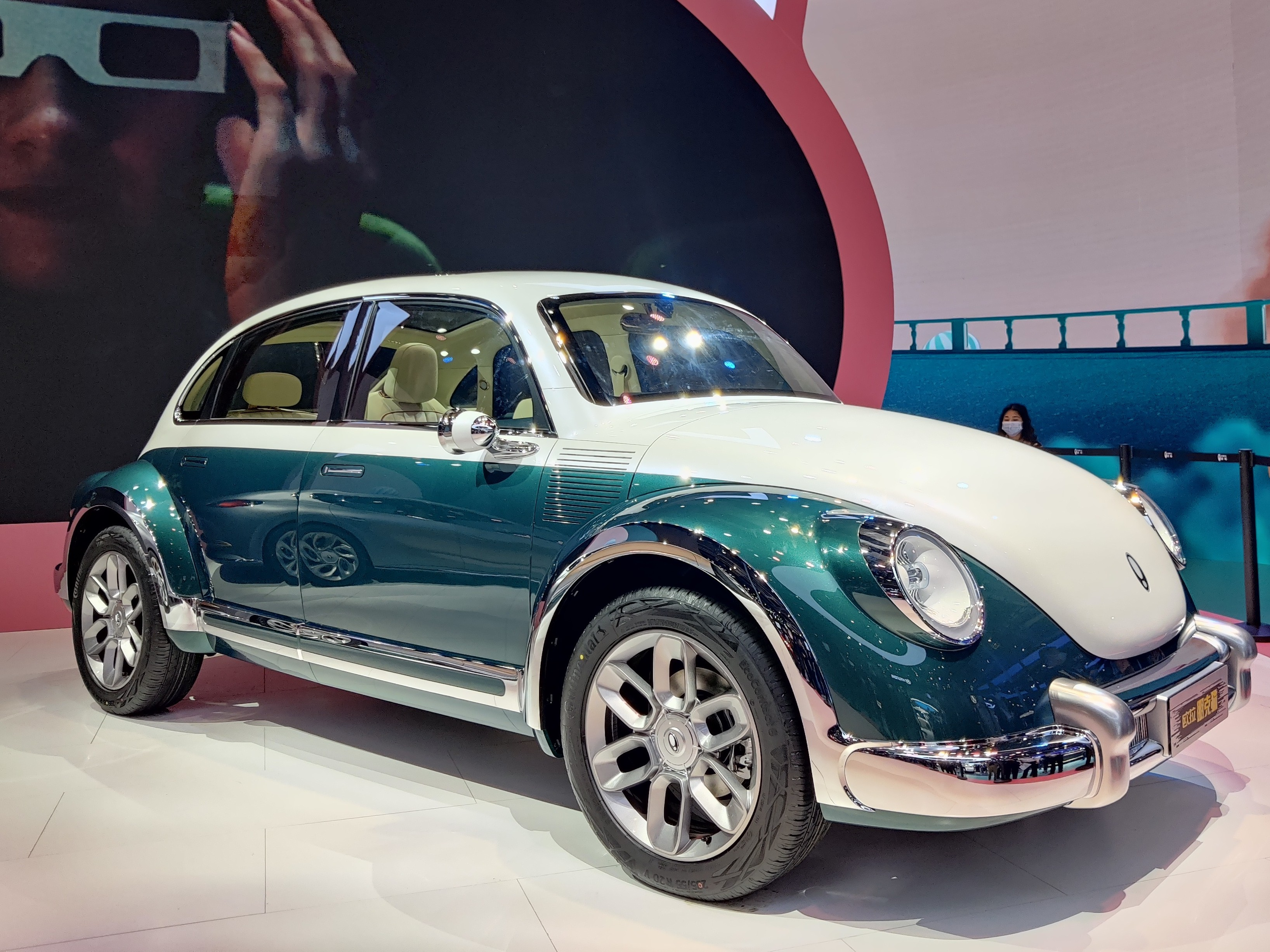
Ora Pengkemao  (ab 2024)
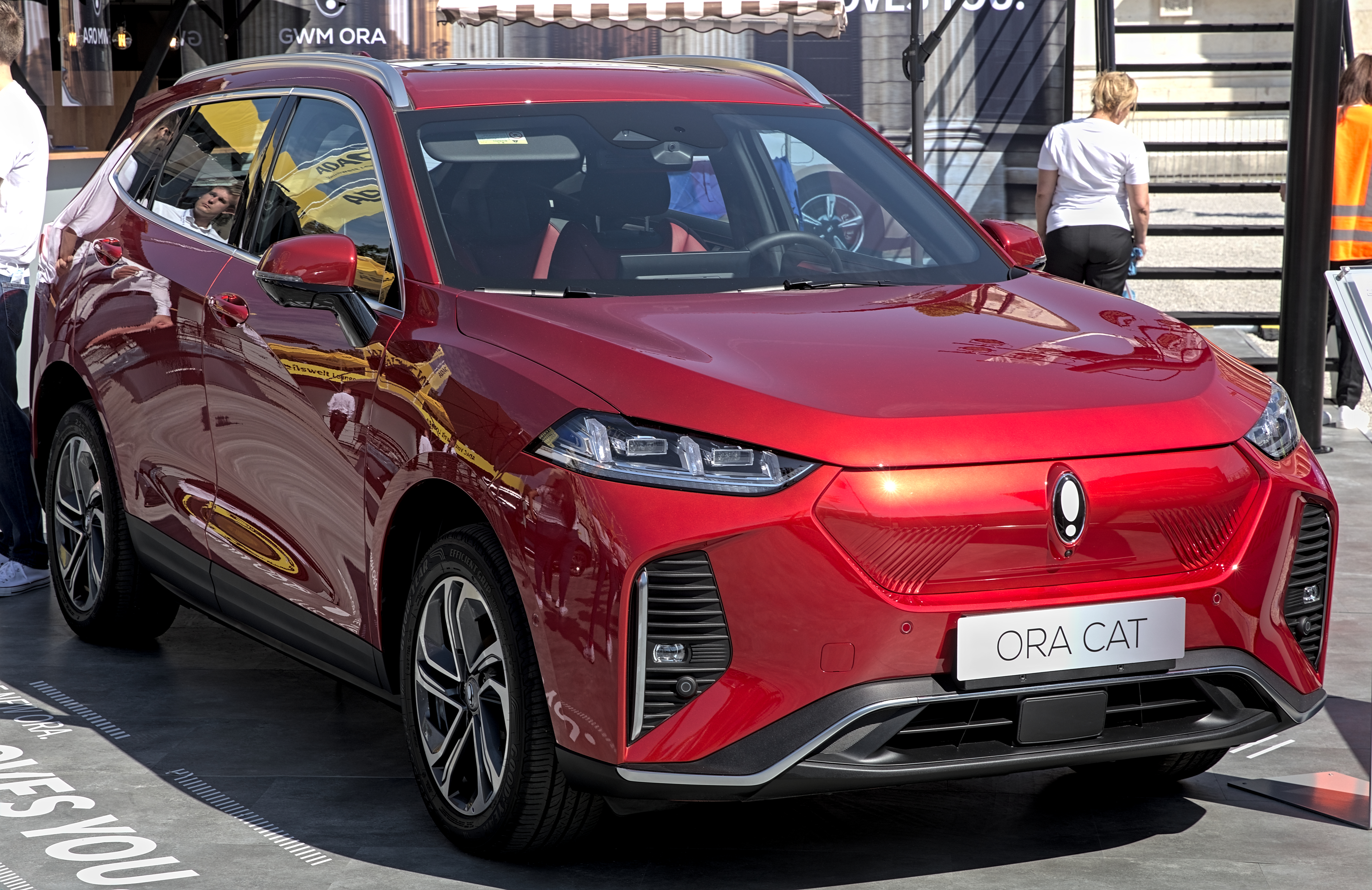
Ora Damao (ab 2024)

## Verkaufszahlen in China
Zwischen 2018 und 2022 sind in der Volksrepublik China insgesamt 317.664 Neuwagen der Marke Ora verkauft worden. Mit 135.028 Einheiten war 2021 das erfolgreichste Jahr.
| Jahr                             |      |  | Stück   |         |
| 2018                             | 2018 |  | 3.515   | 3.515   |
| 2019                             | 2019 |  | 38.865  | 38.865  |
| 2020                             | 2020 |  | 56.261  | 56.261  |
| 2021                             | 2021 |  | 135.028 | 135.028 |
| 2022                             | 2022 |  | 83.995  | 83.995  |
| Verkaufszahlen in China, Quelle: |      |  |         |         |